# المواضع التي يجب فيها فتح همزة أن
تُفتحُ همزةُ «أنّ» وجوباً حيثُ يجبُ أن يؤوَّلَ ما بعدَها بمصدرٍ مرفوع أو منصوبٍ أو مجرور. وذلك في أحدَ عشرَ موضعًا:
فيؤوَّل ما بعدها بمصدرٍ مرفوعٍ في خمسة مواضع:
| المواضع التي يجب فيها فتح همزة أنَّ                                                                 | مثاله |
| ------------------------------------------------------------------------------------------------- | --- |
| أن تكون وما بعدها في موضع الفاعل ومن ذلك أن تقع بعد "لَوْ" ومن ذلك ان تقع بعد "ما" المصدريّة الظَّرفيَّة | (أَوَلَمْ يَكْفِهِمْ أَنَّا أَنزَلْنَا عَلَيْكَ الْكِتَابَ يُتْلَىٰ عَلَيْهِمْ ۚ) وكـَ قولِنا: بلغني أنك مجتهدٌ (وَلَوْ أَنَّهُمْ آمَنُوا وَاتَّقَوْا لَمَثُوبَةٌ مِّنْ عِندِ اللَّهِ خَيْرٌ) وكـقولنا: لو أنك اجتهدتَ لكان خيرٌ لك لا أُكلمك ما أنك كسُولٌ |
| أن تكون هي وما بعدها في موضعِ نائب الفاعل                                                          | (قُلْ أُوحِيَ إِلَيَّ أَنَّهُ اسْتَمَعَ نَفَرٌ مِّنَ الْجِنِّ) وكـَقولنا: عُلمَ أنَّك منصرفٌ |
| أن تكونَ هي وما بعدها في موضع المبتدأ                                                              | (وَمِنْ آيَاتِهِ أَنَّكَ تَرَى الْأَرْضَ خَاشِعَةً) وكقولنا: حَسَنٌ أنك مجتهدٌ |
| أن تكون هي وما بعدها في موضع الخبر عن اسم معنًى واقعٍ مبتدأ أو اسمًاً لأنَّ                             | كقولنا: حَسبُكَ أنكَ كريمٌ فإن كان المخبَرُ عنهُ اسمَ عينٍ وجب كسرُها كما تقدَّمَ، لأنك لو قلت: "خليلٌ أنهُ كريمُ"، بفتحها، لكانَ التأويلُ: "خليلٌ كرَمُهُ"، فيكونُ المعنى ناقصًا                           |
| أن تكون هي وما بعدها في موضعِ تابعٍ لمرفوعٍ، على أنه معطوفٌ عليهِ أو بَدَلٌ منه                           | بلغني اجتهادُك وأنكَ حَسَنُ الخُلُق، يُعجبُني سعيدٌ أنهُ مجتهدٌ |

## وتُؤَوَّلُ بمصدرٍ منصوبٍ في ثلاثةِ مواضعَ
1. أن تكون هي وما بعدها في موضع المفعول به، نحو: «علمتُ أنكَ مجتهدٌ»، ومنهُ قولهُ تعالى: (وَلَا تَخَافُونَ أَنَّكُمْ أَشْرَكْتُم بِاللَّهِ) [5] ومن ذلك أن تقع بعد القول المتَضمّنِ معنى الظنّ، كما سبق.
2. أن تكون هي وما بعدها في موضعِ خبرٍ لكانَ أو إحدى أخواتها، بشرطِ أن يكون اسمُها اسمَ معنًى، نحو: «كانَ عِلمي، أو يَقيني، أنك تتَّبعُ الحقَّ».
3. أن تكون هي وما بعدها في موضعِ تابعٍ لمنصوبٍ، بالعطف أو البَدَليّة فالاوَّلُ نحو: «علمتُ مجيئَكَ وأنكَ مُنصرفٌ» ومنهُ قولهُ تعالى: (إذْكُرُوا نِعْمَتِيَ الَّتِي أَنْعَمْتُ عَلَيْكُمْ وَأَنِّي فَضَّلْتُكُمْ عَلَى الْعَالَمِينَ) [6]، والثاني نحو: «احترمتُ خالداً أنّه حَسَنُ الخُلقْ» ومنه قولهُ تعالى: (وَإِذْ يَعِدُكُمُ اللَّهُ إِحْدَى الطَّائِفَتَيْنِ أَنَّهَا لَكُمْ) [7]